# اکراس ماداگاسکار
اکراس ماداگاسکار (نام علمی: Lophotibis cristata) نام یک گونه از تیره مرغ‌مقدسیان است.